# Ali Hafeedh
Ali Abdullah Hafeedh (21 febbraio 1997) è un calciatore yemenita, attaccante dell'Al Wahda e della nazionale yemenita.

## Carriera

### Club
Ha sempre giocato nel campionato yemenita.

### Nazionale
Ha esordito in nazionale nel 2015 e preso parte alla Coppa d'Asia 2019.